# Megalara garuda
Megalara garuda ist eine sehr große Grabwespenart. Sie ist die einzige Art der damit monotypischen Gattung Megalara. Über Verhalten und Lebensraum ist bisher sehr wenig bekannt, ebenso über den Zweck der mächtigen Mandibeln der Männchen.

## Merkmale
Das beschriebene größere Männchen hat eine Körperlänge von 32 bis 34 mm, die Länge der Vorderflügel beträgt 24 bis 25 mm. Die Mandibeln sind vergrößert und länglich, die Spitze erreicht im geschlossenen Zustand das untere Drittel des Auges. Die Fühler sind schmal. Das Mesosoma weist vereinzelte kleine Punktionen auf.
Des Weiteren wurde ein weiteres kleineres Männchen beschrieben, das eine Körperlänge von 25 mm und eine Vorderflügellänge von 21 mm aufwies. Die Mandibeln dieses Männchens waren kürzer als der Kopf. Dieses Männchen trug viele Milben im Genitalbereich, woraus die Vermutung folgte, dass sich hieraus eine Effemination ergeben hat und das Männchen in vielen phänotypischen Merkmalen eher weiblichen Tieren der Art ähnelte.
Das beschriebene Weibchen ist 20 bis 22 mm lang, die Länge der Vorderflügel beträgt 19 bis 20 mm. Das Mesosoma und die Beine weisen eine hohe Dichte an bräunlichen, haarartigen Strukturen auf.

## Verbreitung
Megalara garuda ist bisher nur von der indonesischen Insel Sulawesi bekannt. Die 2009 gefangenen Individuen wurden in der Nähe einer Kakaoplantage gefunden.

## Lebensweise
Über die Lebensweise dieser Wespenart ist bislang nichts bekannt.

## Entdeckung
Der männliche und der weibliche Holotypus wurden im Dezember 2009 von der Insektenkundlerin Linn Kimsey auf Sulawesi gefangen. Als sie Michael Ohl, einen Experten für Grabwespen, nach seiner Expertise fragte, fiel ihm ein, dass er ein Jahr zuvor ähnliche Exemplare von 1930 aus dem Naturkundemuseum in der niederländischen Stadt Leiden ausgeliehen und nach Berlin gebracht hatte. Im August 2011 wurde die Entdeckung von der University of California (damals noch als Dalara garuda) vorab-veröffentlicht und im März 2012 erstmals wissenschaftlich beschrieben. Als Paratypen wurden der Erstbeschreibung unter anderem die zwei männliche Exemplare beigegeben, die bereits im Jahr 1930 gefangen und im Museum für Naturkunde in Berlin verwahrt worden waren, ohne auf größeres wissenschaftliches Interesse zu stoßen.

## Gefährdung
Zwar ist über das genaue Verbreitungsgebiet wenig bekannt, aber auf Sulawesi wurden viele Wälder für den Anbau von Nutzpflanzen eingeebnet. Außerdem liegt das Gebiet der Funde von 2009 in der Nähe eines Ortes, an dem künftig Nickel in einer Tagebaumine abgebaut werden wird.

## Systematik
Die Gattung Megalara ist nah mit den  Gattungen Liris, Larra, Dalara, Paraliris und Dicranorhina verwandt und steht mit diesen in der Subtribus Larrina. Die Gattung unterscheidet sich von Dalara und Paraliris, denen sie morphologisch am stärksten ähnelt, durch einen deutlich entwickelten Malarraum, dem Bereich zwischen Facettenauge und Mandibel.

## Etymologie
Die Bezeichnung der Gattung ist ein Kofferwort aus griechisch μέγας (mégas; „groß“) und den beiden Endsilben der Grabwespen-Gattung Dalara. Sie ist eine Anspielung auf die übertriebene Körpergröße der neuen Gattung, als auch auf ihre allgemeine Ähnlichkeit mit Dalara. Wegen des spektakulären Aussehens des großen Männchens, wurde der Artzusatz nach Garuda, einem Fabelwesen aus der indonesischen Mythologie benannt.